# Savane inondable du delta du Nil
Localisation
La savane inondable du delta du Nil est une écorégion terrestre définie par le Fonds mondial pour la nature (WWF), qui s'étend le long du Nil de son embouchure sur la côte méditerranéenne jusqu'au barrage d'Assouan. Elle appartient au biome des prairies et savanes inondables dans l'écozone paléarctique.

## Vertébrés endémiques
- Amietophrynus kassasii, un crapaud de la famille des Bufonidae.
- Crocidura floweri, une musaraigne de la famille des Soricidae.